# Deersville
Deersville falu az USA Ohio államában, Harrison megyében. Lakosainak száma 69 fő (2020. április 1.).

## Népesség
A település népességének változása:

| 2010 | 79 |
| 2020 | 69 |